# Ancistrura
Ancistrura is een geslacht van rechtvleugeligen uit de familie sabelsprinkhanen (Tettigoniidae). De wetenschappelijke naam van dit geslacht is voor het eerst geldig gepubliceerd in 1921 door Uvarov.

## Soorten
Het geslacht Ancistrura  is monotypisch en omvat slechts de volgende soort:
- Ancistrura nigrovittata (Brunner von Wattenwyl, 1878)